# Wilczkowo (województwo mazowieckie)
Wilczkowo – wieś sołecka w Polsce położona w województwie mazowieckim, w powiecie płockim, w gminie Wyszogród.
W latach 1975–1998 miejscowość należała administracyjnie do województwa płockiego.
Na terenie wsi znajduje się sala królestwa zboru Wyszogród Świadków Jehowy.
We wsi funkcjonuje Skład Węgla Wilczkowo.